# كوشك أقا جان (كوشك)
كوشك أقا جان (بالفارسية: کوشک آقاجان) هي منطقة سكنية تقع في إيران في قسم كوشك الريفي. يقدر عدد سكانها بـ 103 نسمة بحسب إحصاء 2016.